# Чанчжэн-4A
Чанчжэн 4A или CZ-4A (кит. трад. 長征四號甲, упр. 长征四号甲, пиньинь Chángzhēng sì hào jiǎ, палл. Чанчжэн сы хао цзя, буквально Великий поход 4A) — трёхступенчатая орбитальная ракета-носитель Китайской Народной Республики серии «Чанчжэн». Иногда ошибочно именуется «Чанчжэн-4», хотя такая модель и обозначение полностью отсутствуют.
Всего было произведено два запуска ракеты-носителя. При первом запуске в 1988 году на околоземную орбиту был доставлен метеорологический спутник FY-1A. Второй и последний полёт ракеты-носителя состоялся в 1990 году, в качестве полезной нагрузки был другой метеоспутник FY-1B. Оба старта были осуществлены с Пусковой площадки-1 космодрома Тайюань.
Сейчас данная модель не эксплуатируется, так как ей на смену пришла ракеты-носитель «Чанчжэн-4B» с более мощной третьей ступенью и более объёмным грузовым модулем, и следующая модификация «Чанчжэн-4C».